# Fiera Colombiana di Chicago

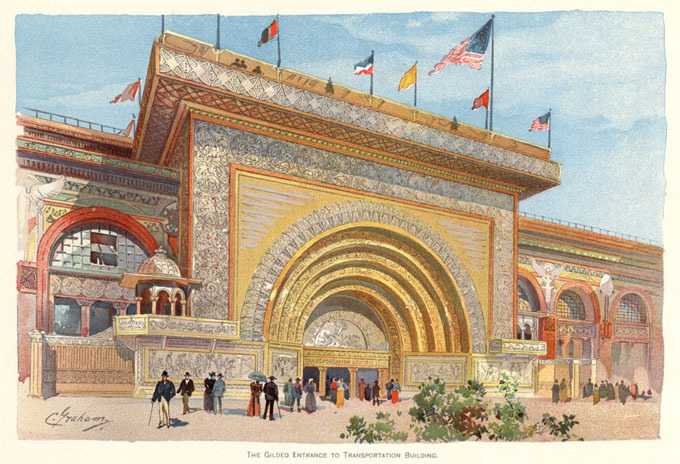
La Porta d'Oro di Louis Sullivan presso il Transportation Building

La Fiera Colombiana di Chicago o Fiera Mondiale Colombiana (oppure, col nome originale, World's Fair: Colombian Exposition) venne inaugurata nel 1893 per celebrare i 400 anni dalla scoperta dell'America.

## Storia
I protagonisti dell'iniziativa furono gli architetti e urbanisti Daniel Burnham e Frederick Law Olmsted. Tale evento ebbe un'importanza decisiva per la cultura urbanistica e architettonica che si stava sviluppando in quegli anni nel panorama statunitense, e in generale nel pensiero economico e sociale di allora. Questa occasione inoltre ospitò per la prima volta l'operato di una donna in qualità di progettista e designer: Candace Wheeler, figura influente nell'ambiente artistico di New York dell'epoca, fu nominata direttrice per il design del Woman's Building, un padiglione della fiera interamente gestito da donne.
Fannie Barrier Williams, un'insegnante e musicista statunitense, ritrattista e attivista per i diritti delle donne, nonché la prima donna nera ad essere iscritta al Chicago Woman’s Clubs, si impegnò per ottenere il diritto per le persone di colore ufficialmente rappresentate nel Consiglio di controllo della Fiera.
La fiera fu interamente illuminata dalla corrente alternata recentemente inventata dal fisico Nikola Tesla, fornita dalla società di George Westinghouse: l'Expo fu il primo grande esperimento per l'utilizzo di tale energia.
Presente alla fiera anche la "Trocadero Orchestra", su incarico dell'impresario Florenz Ziegfeld, diretta da Fritz Scheel.